# سیلوان زوربریگن
سیلوان زوربریگن (انگلیسی: Silvan Zurbriggen؛ زادهٔ ۱۵ اوت ۱۹۸۱) اسکی‌باز آلپاین اهل سوئیس است